# Abureni
L'abureni és una llengua que es parla a l'estat de Bayelsa del sud-est de Nigèria. Es parla concretament a les LGAs de Brass, d'Ogbia i de Nembe. El nom en nembe de la llengua és "Mini".
L'abureni és una llengua que forma part de les llengües Central Delta de les llengües del riu Cross de la família lingüística de les llengües Benué-Congo.Segons l'ethnologue el 2006 tenia 4.000 parlants.
El 65% dels parlants d'abureni professen confessions cristianes: el 40% són protestants, el 40% són d'esglésies independents, el 20% són catòlics i el 3% són evangèlics. El 35% restant creuen en religions tradicionals africanes.